# Bistum Shaoguan
Das Bistum Shaoguan (Chaozhou) (lat.: Dioecesis Sciaoceuvensis) ist eine in der Volksrepublik China gelegene römisch-katholische Diözese mit Sitz in Chaozhou. 

## Geschichte
Das Bistum Chaozhou wurde am 9. April 1920 durch Papst Benedikt XV. mit der Apostolischen Konstitution Cum opitulante aus Gebietsabtretungen des Apostolischen Vikariates Canton als Apostolisches Vikariat Siuchow errichtet.
Das Apostolische Vikariat Siuchow wurde am 11. April 1946 durch Papst Pius XII. mit der Apostolischen Konstitution Quotidie Nos zum Bistum erhoben und dem Erzbistum Canton als Suffraganbistum unterstellt.

## Ordinarien

### Apostolische Vikare von Siuchow
- Aloisius Versiglia SDB, 1920–1930
- Ignazio Canazei SDB, 1930–1946

### Bischöfe von Chaozhou
- Ignazio Canazei SDB, 1946
- Michele Alberto Arduino SDB, 1948–1962, dann Bischof von Gerace-Locri
- Sedisvakanz, seit 1962